# Corinna bulbula
Corinna bulbula är en spindelart som beskrevs av F. O. Pickard-Cambridge 1899. Corinna bulbula ingår i släktet Corinna och familjen flinkspindlar.
Artens utbredningsområde är Panama. Inga underarter finns listade i Catalogue of Life.